# Морено Грасияни
Морено (Аврам) Моше Грасияни е български евреин, военен деец, подполковник, участник в Балканската и Първата световна война.

## Биография
Морено Грасияни е роден в Шумен през 1872 г. в семейството на търговец. Баща му активно участва в еврейския обществен живот на града, в състава новосъздаден еврейски комитет с грижа по настаняването и препитанието на 751 евреи, прогонени от руските бомбардировки на Русе през май – юни 1877 г. Морено Грасияни завършва основното си образование в еврейското училище в града. Въпреки желанието на баща си да учи медицина във Виена, младежът настоява и постъпва в юнкерското училище в София, което и завършва през 1896 г. Той е първият шуменски евреин, който избира военната кариера.

Морено Грасияни е подпоручик от 2 август 1896 г. и капитан от 18 май 1906 г. Докато служи в гарнизона в Елена шовинистично настроена група му нанася публично побой и обида на етническа основа. При самоотбрана подпоручик Грасияни намушква със сабя един от нападателите. Военният съд осъжда офицера на 15 години затвор и разжалване, но присъдата е обжалвана пред Апелативния съд в Русе, където Грасияни се явява без защитник. Според източниците, Грасияни се изказва по следния начин по време на делото: 
| „                                                  | Обидата, която ми беше нанесена засегна народа, към който принадлежа. Но тя засегна и честта на мундира, който нося. Аз съм убеден, че не бих носил мундира на български офицер, ако не бих защитил нацията, от която произхождам. | “ |
| Б.Хараланова, Известия на РИМ-Шумен 2017 / стр.283 | |   |

 След тези изказвания съдът го оправдава напълно и Морено Грасияни участва в Балканските и Първата световна война като редовен офицер. Служи в Първи резервен полк, 26-и пехотен полк и помощник-интендант на 12-а пехотна дивизия. Уволнява се от армията с чин полковник 1918 г.
Морено Грасияни умира през 1941 г.

## Допълнително четиво
- Димитринка Димирева, Етническа структура на населението на град Шумен в края на XIX в. // Известия на РИМ-Шумен, книга 17, 2017 / стр.300
- Йосиф Илел, Българските евреи във войните на България